# Guerra contra o narcotráfico em Bangladesh
A guerra contra o narcotráfico em Bangladesh ou guerra contra as drogas em Bangladesh é uma campanha em andamento contra supostos narcotraficantes e usuários de drogas pelo governo de Bangladesh sob a Primeira-Ministra,Sheikh Hasina.
A política de combate às drogas em Bangladesh, em especial a yaba, uma mistura de cafeína e metanfetaminas, acontece desde 2015. Esta política é notável pelo grande número de execuções extrajudiciais, sendo comparada à guerra contra as drogas nas Filipinas.
As execuções extrajudiciais dos supostos traficantes de drogas pela unidade de elite anticrime Batalhão de Ação Rápida (Rapid Action Battalion, RAB) e pela polícia foram criticadas por grupos de direitos humanos e diplomatas estrangeiros.

## Contexto
Bangladesh tem um número desconhecido de viciados em drogas, com estimativas variando de 100.000 a 4 milhões. Desde 2015, o governo de Bangladesh se concentrou em erradicar um comprimido barato de metanfetamina conhecido como Yaba, e a polícia fez apreensões significativas de comprimidos durante esse período. Mais de 29 milhões de comprimidos "Yaba" foram apreendidos em 2016, em contraste com apenas 1,3 milhão em 2011, segundo um relatório do governo de Bangladesh de 2016. Há alegações de que vários dos maiores narcotraficantes estejam ligados ao partido governante Liga Awami, e grupos afiliados como Liga Jubo e Liga Secha Sebok.